# Jekaterina Nelidova

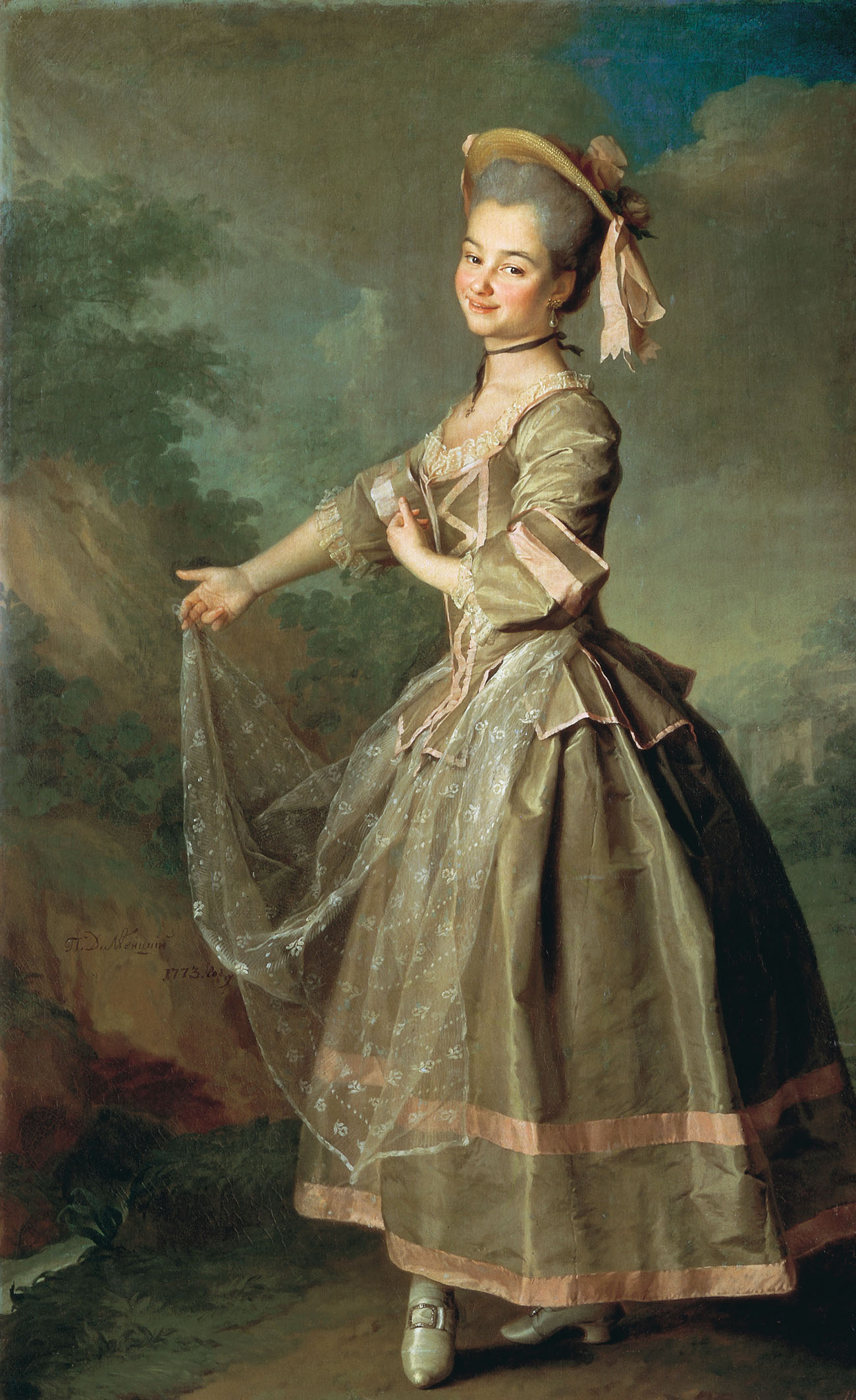
Jekaterina Nelidova

Jekaterina Ivanovna Nelidova, född 1756, död 1839 i Sankt Petersburg, var rysk hovdam. Hon var mätress till Paul I av Ryssland. 
Nelidova var dotter till löjtnant Ivan Dmitrievitj Nelidov och Anna Alexandrovna Simonova. Hon utbildades på Smolnyjinstitutet från 1765 och tillhörde 1776 institutets första examensklass jämsides med bland andra Glafira Alymova. 
Hon blev senare hovdam åt storfurstinnan Maria Fjodorovna (Sofia Dorotea av Württemberg) och älskarinna åt tronföljaren, den blivande tsar Paul. Hon lyckades vid flera tillfällen framgångsrikt medla mellan Paul och personer som utsatts för hans misshag. Hennes position skaffade henne också hovämbeten åt flera släktingar. Hon lämnade hovet och sin tjänst 1798. Från 1801 assisterade hon kejsarinnan i skötseln av Smolnyjinstitutet.